# Felipe Urdapilleta
Felipe Urdapilleta (Corrientes, 11 de octubre de 1892 - ca. 1965) fue un oficial militar argentino que alcanzó el grado de general de división y ejerció como ministro del Interior durante los últimos meses de la dictadura de Edelmiro J. Farrell.

## Biografía
Egresó del Colegio Militar de la Nación como oficial de artillería, y prestó servicios en varias unidades. Fue comandante de la V División de Ejército, con sede en la ciudad de Salta; luego del 17 de octubre de 1945 fue comandante de Campo de Mayo.
En noviembre de 1945, tras el inicio de la campaña presidencial que daría fin a la revolución del 43 fue nombrado Ministro del Interior de la Nación; se esforzó por alejar a los empleados públicos y los funcionarios de toda expresión de apoyo al candidato surgido del gobierno, Juan Domingo Perón, mientras autorizaba las manifestaciones políticas únicamente a los médicos y a los profesores universitarios y secundarios, en su mayoría notoriamente opositores a éste. No obstante, gran cantidad de gobernantes provinciales y municipales se manifestaron partidarios de Perón. Fue el responsable de la organización de las elecciones generales de febrero de 1946, que por primera vez fueron custodiadas por el Ejército Argentino como garante de la limpieza electoral, lo que fue cumplido a satisfacción tanto del oficialismo como de la oposición.
Tras el comienzo del gobierno de Juan Domingo Perón fue agregado militar en Chile y fue presidente del Círculo Militar.
Continuó su carrera militar sin mezclarse notoriamente en política. En agosto de 1951, el Comandante del Primer Cuerpo de Ejército, con sede en Rosario, general Eduardo Lonardi, renunció a su cargo, siendo reemplazado por Urdapilleta, ascendido al grado de general de división. Poco después estalló el alzamiento del general Benjamín Menéndez, en el cual participó Lonardi, que había presentado esa renuncia para participar en la conspiración. Su última actuación pública fue actuar como contralor de las elecciones del 11 de noviembre de ese año.
Posteriormente fue presidente del Club Náutico San Isidro, y de la Federación Argentina de Yachting.